# 五一泥砖围楼
五一泥砖围楼，位于中国广东省韶关市始兴县隘子镇五一村，为始兴县的一个县级文物保护单位，类型为古建筑，公布时间为1990年7月13日。
五一泥砖围楼的历史年代为清代。